# Curt Diehm
Curt Diehm (* 9. August 1949) ist ein deutscher Internist. Er ist außerplanmäßiger Professor an der Medizinischen Fakultät der Universität Heidelberg. 

## Leben
Nach dem Studium der Humanmedizin in Heidelberg, Genf und Paris wurde Diehm 1977 mit der Arbeit „Untersuchungen mit einem neuen Infarktmodell am wachen Hund zur Differenzierung von Arzneimittelwirkungen“ an der Universität Heidelberg promoviert. 1984 wurde er mit der Schrift „Kohlenhydrat- und Fettstoffwechsel bei Normalpersonen und Patienten mit peripherer arterieller Verschlußkrankheit“ in Heidelberg habilitiert. Diehm ist Facharzt für Innere Medizin, Kardiologie, Angiologie, Phlebologie und Gefäßmedizin. Ab 1991 war er Chefarzt der Abteilung für Innere Medizin am Klinikum Karlsbad-Langensteinbach. 2014 wechselte er als Ärztlicher Direktor und Leitender Arzt der Angiologie in die Max-Grundig-Klinik in Bühl. Er ist außerplanmäßiger Professor an der Medizinischen Fakultät der Universität Heidelberg. 
Diehm ist Vorsitzender der Deutschen Liga zur Bekämpfung von Gefäßerkrankungen und hat für eine breitere Öffentlichkeit auch in Publikumszeitschriften wie der Hörzu Artikel veröffentlicht.

## Bibliographie
- Curt Diehm, Jens-Rainer Allenberg und Keiko Nimura-Eckert: Farbatlas der Gefäßkrankheiten. Springer, Berlin 23004, ISBN 3-540-60262-3.
- Klaus Amendt, Curt Diehm (Hrsg.): Handbuch akrale Durchblutungsstörungen. Barth, Heidelberg 1998, ISBN 3-335-00508-2.